# Danu (ethnie)
Pour les articles homonymes, voir Danu.

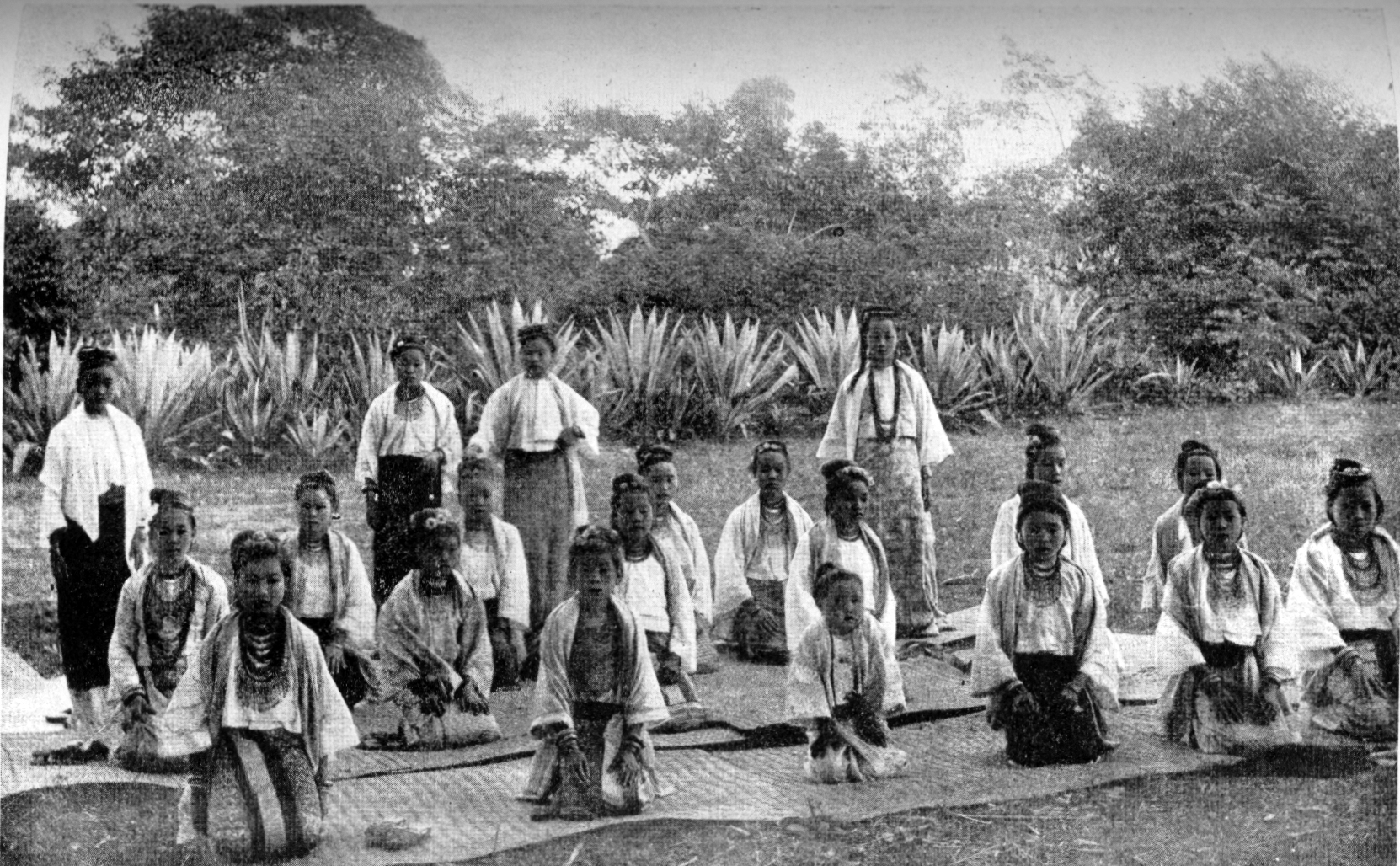
Danseuses danu à Pindaya (1906)

Les Danu sont une sous-ethnie de birmans vivant principalement dans la région des grottes de Pindaya (district de Taunggyi, État Shan, Birmanie). Ils parlent un dialecte birman archaïque et seraient environ 100 000.